# Leucodon sinensis
Leucodon sinensis är en bladmossart som beskrevs av Thériot 1908. Leucodon sinensis ingår i släktet Leucodon och familjen Leucodontaceae. Inga underarter finns listade i Catalogue of Life.